# تايغر على قيد الحياة
تايغر على قيد الحياة (بالإنجليزية: Tiger Zinda Hai)‏ هو فيلم أكشن وإثارة هندي صدر سنة 2017، من كتابة وإخراج علي عباس ظفر. الفيلم هو ثاني أفلام ياش راج فيلم التي تدور أحداثها عن عالم الجاسوسية، وهو تتمة لفيلم إيك تا تايغر الذي تم إصداره سنة 2012 وثاني فيلم لسلسة أفلام تايغر. الفيلم من بطولة سلمان خان وكاترينا كيف. في هذا الجزء يتوجب على تايغر الدخول إلى العراق وإنقاذ مجموعة من الممرضات الهنديات والباكستانيات المحتجزات كرهائن في يد منظمة إرهابية.
واجه الفيلم عددًا من التأخيرات بعد رفض كبير خان، كاتب سيناريو ومخرج الجزء الأول، العودة لتقديم الجزء الثاني، وبعد ذلك تم تعيين علي عباس ظفر لكتابة السيناريو والإخراج، استوحى الفيلم قصته من حادثة اختطاف ممرضات هنديات في عام 2014 من قبل داعش. بدأت مرحلة ما قبل الإنتاج في الفيلم بحلول عام 2016، وانتهى التصوير في عام 2017، وتم تصويره في عدة أماكن بما في ذلك أبوظبي والنمسا واليونان والمغرب. بتكلفة بلغت 120 كرو (18.43 مليون دولار أمريكي) ليكون واحدًا من أغلى الأفلام الهندية التي تم إنتاجها عند إصداره.
تم عرض فيلم تايغر على قيد الحياة في دور العرض حول العالم من قبل شركة ياش راج فيلم في 22 ديسمبر 2017. حصل الفيلم على تقييمات إيجابية من النقاد بسبب مشاهد الحركة وأداء الممثلين. كما فعل سابقه، حقق الفيلم العديد من الأرقام القياسية في شباك التذاكر خلال عرضه السينمائي، حيث بلغت إيراداته أكثر من 600.1 كرو (92.15 مليون دولار أمريكي) على مستوى العالم، ليصبح ضمن الأفلام الهندية الأعلى إيرادًا في المركز الرابع عشر. كما حقق الفيلم أيضًا رقماً قياسياً في أعلى إيرادات عطلة نهاية الأسبوع الأولى لفيلم باللغة الهندية، حيث بلغت إيراداته 114 كرو (17.51 مليون دولار أمريكي). في حفل جوائز فيلم فيرفاري الـ 63، فاز فيلم تايغر على قيد الحياة بجائزة أفضل فيلم حركة. من المقرر عرض الجزء الثالث من السلسلة، والذي يحمل عنوان «تايغر 3» في عيد ديوالي عام 2023.

## القصة
في العراق تقتل منظمة إرهابية تدعى (ISC) صحفيًا أمريكيًا قبل أن يبلغ عن أنشطتهم الإرهابية لوكالة المخابرات المركزية. وخلال تجمع في تكريت يتم إطلاق النار على زعيمهم أبو عثمان من قبل الجيش العراقي ويتم نقله إلى المستشفى المحلي الذي يخدم أيضاً كمركز تدريب للممرضات الهنديات والباكستانيات، تُحول (ISC) المستشفى إلى مركز عمليات ما يجعل قائدهم أبو عثمان يأمر بزيادة الحراسة وتشديدها حول المستشفى ويتخذ الممرضات كرهائن، ما يدفع المخابرات المركزية الأمريكية للتحضير لضربة جوية على المستشفى. خلال هذا، تقوم، ممرضة هندية تدعى ماريا، بالاتصال سراً بالسفير الهندي في العراق وتبلغه عن ممرضات هنديات وباكستانيات يتم احتجازهن؛ تخبر المخابرات المركزية الهندية رئيسها شينوي أن لديه سبعة أيام لإنقاذ الممرضات قبل إطلاق الضربة الجوية.
يعيش الجاسوسان المتقاعدين تايغر وزويا حياة هادئة بعيدا عن حياة الجواسيس بعد أن تزوجا وأنجبا طفلا، يحدد شينوي موقع تايغر وزويا، يطلب شينوي من تايغر الذهاب في مهمة لإنقاذ الممرضات، بعد تردد يوافق تايغر بعد إصرار زويا. يذهب تايغر إلى سوريا مع فريقه المكون من عملاء من المخابرات الهندية أزان، وهو قناص محترف، وناميت، وهو خبير تفكيك القنابل، وراكيش، وهو مهندس كمبيوتر، وبعد وضعهم للخطة، يسافرون إلى العراق متنكرين كعمال مهاجرين غير شرعيين لمصفاة نفط يديرها تعبان، وهو مؤيد للهند ولمنظمة الدولة الإسلامية. كما يلتقي تايغر ببوان، مساعده، في إكريت لجمع الإمدادات، إلا أنهم يضطرون إلى إنقاذ حسن، الطفل الانتحاري الذي أرسله أبو عثمان.
يتم إطلاق النار على بوان من قبل منظمة الدولة الإسلامية في خضم الفوضى، ويفلت تايغر بصعوبة بعد وصول زويا بشكل غير متوقع. يقرر الزوجان أن يعملا معًا لإنقاذ الممرضات. في وقت لاحق من تلك الليلة، يقوم تايغر وفريقه بتفجير مدبر في المصفاة ويتظاهرون بالحروق حتى يتم نقلهم إلى المستشفى. يحصل تايغر على اعتراف تعبان بأنه في الواقع فردوس، عميل سري لدى المخابرات الهندية، مكلف بالتجسس على تايغر وفريقه. يتفق تايغر وزويا على شن هجمات متزامنة.
ينجح طاقم تايغر في القضاء على معظم رجال منظمة (ISC)، ولكن يلقى أزان حتفه في الصراع. يجد تايغر وزويا نفسهما محتجزين لدى أبو عثمان في غرفة الغلايات، يتعرضان للتعذيب في البداية ثم يطعن تايغر أبو عثمان ويحاول إنقاذ زويا بينما تتم عملية إنقاذ الممرضات على يد مكتب الاستخبارات الهندي ومكتب الاستخبارات الباكستاني. يقتل فردوس أبو عثمان بينما يتم قصف المستشفى من قبل الضربات الجوية الأمريكية. بعد عام وفي 15 أغسطس، يتصل تايغر بشينوي من اليونان. وبعد تبنيه للطفل حسن، يخبر شينوي أن عائلته عادت إلى الاختباء، مدركًا أن مكتب الاستخبارات الهندي ومكتب الاستخبارات الباكستاني لن يتركوهم في سلام، ولكنه يؤكد أنه سيكون دائما لخدمة بلده إذا احتاجت له.

## طاقم التمثيل
- سلمان خان بدور أفيناش سينغ راثور[ا]
- كاترينا كيف بدور زويا
- غريش كرناد بدور 'السيد شينوي
- باريش راؤول بدور شرطي هندي جبان
- سوديب بدور زاهر
- أنجاد بيدي
- كومود ميشرا
- نجم الدين الحداد بدور حكيم
- أردال اوغلو

## الإنتاج
تم تصوير الفيلم في أبو ظبي والنمسا واليونان والمغرب. تم تصوير الأغنية الأخيرة للفيلم على جزيرة ناكسوس اليونانية في أكتوبر 2017. تم استدعاء الممثل الإيراني سجاد دلافروز للعب دور أبو عثمان زعيم منظمة (ISC) الإرهابية. كان سجاد دلافروز قد عمل في فيلم هندي من قبل وهو بيبي الذي عرض عام 2015.
يُقال أن ميزانية الفيلم كانت 120 كرو (18.43 مليون دولار أمريكي).

## روابط خارجية
- تايغر على قيد الحياة على موقع IMDb (الإنجليزية)
- تايغر على قيد الحياة على موقع روتن توميتوز (الإنجليزية)
- تايغر على قيد الحياة على موقع قاعدة بيانات الأفلام العربية
- تايغر على قيد الحياة على موقع ألو سيني (الفرنسية)
- تايغر على قيد الحياة على موقع أول موفي (الإنجليزية)
- تايغر على قيد الحياة على موقع بوكس أوفيس موجو (الإنجليزية)
- تايغر على قيد الحياة على موقع قاعدة بيانات الفيلم (الإنجليزية)
- تايغر على قيد الحياة على موقع ليتربوكسد (الإنجليزية)
- تايغر على قيد الحياة على موقع كينوبويسك (الروسية)
- Tiger Zinda Hai في بوليوود هانجاما